# Физиологическая желтуха новорождённых
Физиологи́ческая желту́ха новорождённых (Неонатальная желтуха, гипербилирубинемия) — желтоватое подкрашивание белков глаз и кожи у новорождённого из-за высокого уровня билирубина. Дополнительными симптомами могут быть избыточная сонливость и плохой аппетит. Чуть больше половины всех новорождённых становятся заметно желтушными в первую неделю жизни, у недоношенных частота этого состояния увеличивается до 80 %. Это не болезнь, а состояние в периоде адаптации, связанное с заменой фетального гемоглобина (HbF) на гемоглобин А (HbA), незрелостью ферментных систем и приспособлением детского организма к новым условиям окружающей среды.
18 апреля — Всемирный день борьбы с желтухой новорождённых.

## Этиология
У взрослого человека эритроциты постоянно обновляются, стареющие клетки метаболизируются с образованием билирубина, который выводится печенью. У младенца печень ещё не функционирует в полной мере, потому образовавшийся в ходе замены фетального гемоглобина билирубин придаёт коже и слизистым оболочкам желтоватый оттенок, начиная с третьих суток жизни.
По мере того как ферментные системы организма начинают работу в полном объёме, цвет кожи ребёнка приходит в норму, становясь бледно-розовым. Желтизна кожи обычно наиболее выражена на третий-четвёртый день, и обычно пропадает к 7-8 дню жизни.

## Лечение
Так как неонатальная желтуха является физиологическим состоянием (не является болезнью), в подавляющем большинстве случаев никакое лечение не требуется.
Озабоченность здоровьем младенца возникает в следующих случаях:
- уровень билирубина превышает 256 мкмоль/л (18 мг/дл);
- желтуха отмечается в первый день жизни;
- наблюдается слишком быстрый рост лабораторных показателей;
- желтуха длится более двух недель;
- ребёнок плохо себя чувствует.

Перечисленные признаки являются причиной для диагностического поиска с целью определения возможного заболевания: распад эритроцитов, заболевания печени, инфекции, гипотиреоз или патологические метаболические нарушения.
Потребность в лечении зависит от уровня билирубина, степени доношенности ребёнка и основной причины желтухи.
В лечении применяют более частое питание, фототерапию или обменные переливания крови. Для недоношенных требуется более интенсивное лечение.
Норма билирубина в 1 месяц у ребенка — до 45 мкмоль/л.

### Фототерапия
Конкретный уровень билирубина, который является показанием для назначения фототерапии, варьируются в зависимости от степени доношенности, состояния здоровья новорождённого и возраста ребенка. Однако любой новорождённый в возрасте до 14 дней, с общим билирубином сыворотки, превышающим 220 мкмоль / л (21 мг / дл), должен получать фототерапию.
Младенцев с неонатальной желтухой можно лечить светом, под его воздействием транс-билирубин превращается в водорастворимый изомер цис-билирубин, который хорошо выводится с мочой и калом:2533.
Применяемая фототерапия — терапия не ультрафиолетовым светом, а синим светом конкретной частоты. Глаза ребёнка во время процедуры должны быть надёжно закрыты.
Необходимо надеть повязку на глаза младенца.
Использование фототерапии было впервые обнаружено случайно в больнице Рочфорда в Эссексе (Англия), когда медсёстры заметили, что у младенцев, подвергшихся воздействию солнечного света, было меньше желтухи, и патологоанатомы заметили, что во флаконах с кровью, оставшихся на солнце, определялось меньше билирубина. Результаты рандомизированного клинического исследования были опубликованы в журнале Pediatrics в 1968 году; для распространения этой практики потребовалось ещё десять лет.

### Обменное переливание крови
Как и для фототерапии, уровень билирубина, при котором необходимо обменное переливание крови, зависит от состояния здоровья и возраста новорождённого. Однако оно должно использоваться для любого новорождённого с общим билирубином в сыворотке более 350 - 428 мкмоль/л (25 мг/дл):2533.

## Осложнения
Длительная неональная желтуха может привести к острой билирубиновой энцефалопатии, которая характеризуется вялостью, гипотонией и снижением сосания. И перерасти в хроническую билирубиновую энцефалопатию (ядерную желтуху). Она проявляется в виде хореоатетоидного церебрального паралича, судорог, выгибания дугой, неправильной позы, нарушения взгляда и нейросенсорной тугоухостью. У младенцев с ядерной желтухой может быть лихорадка. Если желтуха не устраняется фототерапией, следует рассмотреть другие причины, такие как атрезия желчевыводящих путей, прогрессирующий холестаз, малокровие желчных протоков, синдром Алажиля, дефицит альфа-1-антитрипсина и другие педиатрические заболевания печени. Оценка для них будет включать анализ крови и различные диагностические тесты. 